# Oyiwan
Oyiwan est un groupe de musique touarègue, originaire d'Agadez au Niger. Il signifie "bonjour à tous" en tamachek. Le style musical du groupe peut être qualifié de blues touareg (tichoumaren).
Il met en musique les textes du poète Elhadji Gonji qu'interprète le guitariste Barmo accompagné d'un groupe de jeunes filles.
Oyiwan chante la joie de vivre, le quotidien des Touaregs, leurs difficultés.
Il est très populaire aussi bien chez les nomades que chez ceux qui se sont sédentarisés dans les villes et donne de très nombreux concerts à Agadez notamment lors de mariages.
En 1997, le groupe participe avec Abdallah ag Oumbadougou à la bande originale du film Imuhar, une légende réalisé par Jacques Dubuisson.
La même année, il représente le Niger à Tananarive lors des 3es Jeux de la Francophonie.
Les morceaux les plus populaires d'Oyiwan sont :
- Assodé
- Tagot (qui signifie le nuage)
- Alghar
- Techaghert (l'Arbre du Ténéré)
- Bangui
- Emesquini (qui signifie la mosquée d'Agadez)